# Рентгенопрозрачность

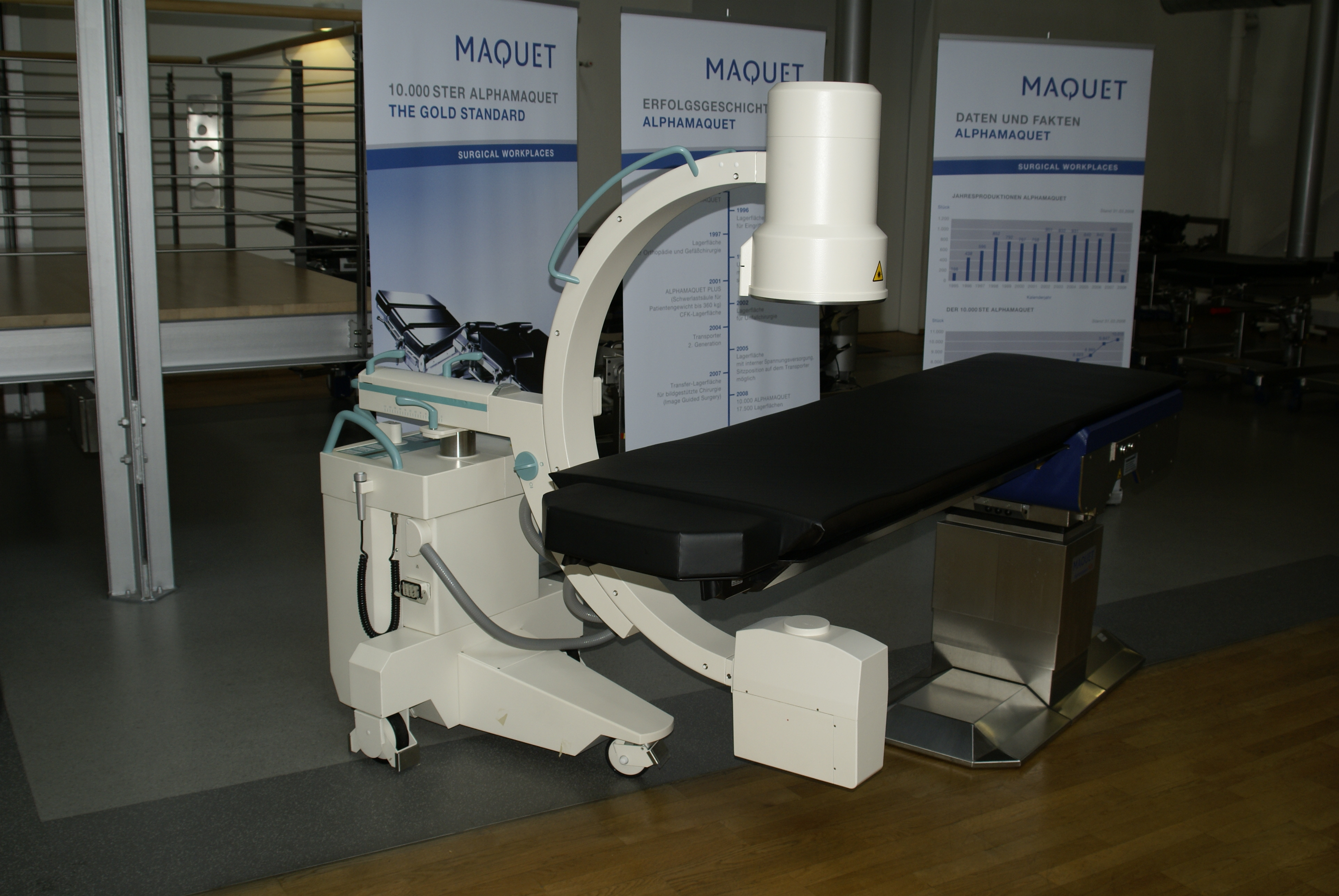
С-дуга и операционный стол с полностью рентгенопрозрачной столешницей.

Радиопрозрачность (или рентгенопрозрачность) ― способность материала пропускать радиоволны и рентгеновские лучи. Это свойство аналогично прозрачности среды для видимого света. Вещества, не пропускающие электромагнитное излучение, называются радионепроницаемыми, а пропускающие это излучение — радиопроницаемыми. На рентгенограмме рентгенонепроницаемые вещества выглядят белыми, в отличие от выглядящих более тёмными рентгенопрозрачных веществ. Например, на радиограммах кости изображаются белыми или светло-серыми, а мышцы и кожа — чёрными или тёмно-серыми в силу своей радиопрозрачности.
Хотя термин «радиопрозрачность» чаще используется для количественной характеристики веществ, её также можно описывать с помощью шкалы Хаунсфилда, используемой для компьютерной томографии. По этой шкале дистиллированная вода имеет прозрачность 0, а воздух — −1000 единиц Хаунсфилда.
В современной медицине часто применяются радиоконтрастные вещества, не пропускающие рентгеновские лучи. Для радиографии такие контрастные вещества вводят в исследуемый орган (например, кровь, желудочно-кишечный тракт, спинной мозг), после чего орган становится виден на компьютерной томограмме или рентгеновском снимке.  Двумя важнейшими влияющими на радиопрозрачность вещества факторами являются его плотность и номера элементов. Чаще всего для формирования изображений используют соединения иода и бария.
Медицинские приборы часто содержат радиоконтрастное вещество, делающее их видимыми при временной имплантации (например, катетера) или при слежке за вживлёнными на длительный срок имплантатами. Металлические имплантаты обычно оказываются достаточно радиоконтрастными сами по себе, в отличие от полимеров, которые приходится смешивать с веществами с большей электронной плотностью. В качестве таких веществ используются титан, вольфрам, сульфат бария, оксиды висмута и циркония. В некоторых случаях контрастные атомы встраиваются в сам полимер, например, атомы иода. Это позволяет получить более однородный материал. При тестировании новых приборов производители обычно оценивают радиоконтрастность с помощью ASTM F640 "стандартных методов определения радиоконтрастности для применения в медицине.